# Bengt Lundin
Bengt Lundin (Stockholm, 9 augustus 1945) is een Zweeds componist en muziekpedagoog.

## Levensloop
Lundin studeerde contrapunt, muziektheorie en compositie bij Hans Eklund aan de Kungliga Musikhögskolan in Stockholm. Sinds 1974 is hij docent voor muziektheorie, contrapunt en compositie aan de Musikhögskolan vid Göteborgs universitet in Göteborg. Hij was initiatiefnemer voor de oprichting van compositie cursussen aan de Musikhögskolan vid Göteborgs universitet. 
Als componist schreef hij werken voor verschillende genres, vooral vocale muziek, maar ook werken voor orkest en harmonieorkest. Hij werk ook samen met andere componisten in een collectief aan het Lindblad Studio in Göteborg. Hij werkt eveneens als kerkmusicus en schreef een aantal liturgische werken. Lundin is lid van de federatie van Zweedse componisten (Föreningen Svenska Tonsättare - FST).

## Composities

### Werken voor orkest
- 1992 Invitura, voor orkest

### Werken voor harmonieorkest
- 1987 Aulos, voor harmonieorkest

### Vocale muziek

#### Werken voor koor
- 1980 Jag vet att bortom det jag dunkelt anar, voor gemengd koor - tekst: Pär Lagerkvist
- 1980 När du ler..., voor gemengd koor - tekst: Pär Lagerkvist
- 1980 Som ett blommande mandelträd, voor gemengd koor - tekst: Pär Lagerkvist
- 1980 Önskevisa, voor gemengd koor - tekst: Pär Lagerkvist
- 1986 Gud är allt som är bra - Till en blåmes, voor kinder- of vrouwenkoor - tekst: Eva Magnusson
- 1986 Psalm 150, voor gemengd koor en orgel - tekst: Ernesto Cardenal
- 1986 Within season, voor gemengd koor - tekst: Peter Blue Cloud
  1. Winter solstice
  2. Spring equinox
  3. Summer solstice
  4. Autumn equinox
- 1993 Kärleksvisa - Du hjärtans tröst och lilja, voor solo en gemengd koor (SSAB) - tekst: Nils Ferlin
- 1999 Stilhed fra laenge-siden, voor gemengd koor
- 2002 Stilla i mitt sinne, voor gemengd koor - tekst: Birgitta Wennerberg-Berggren
- Blåst, voor gemengd koor en piano - tekst: Olle Adolphson
- Det sitter en fågel på liljonakvist, voor gemengd koor en instrument
- Hav, voor spreker, vier gemengd koren, piano en synthesizer - tekst: Barbro Lindgren

### Werken voor orgel
- 1986 Festival music

### Werken voor gitaar
- Fem infall, suite